# Жажда (филм, 2015)
Вижте пояснителната страница за други значения на Жажда.
Жажда е български игрален филм от 2015 година на режисьорката Светла Цоцоркова.
Световната премиера на филма е в програмата „Нови режисьори“ в Сан Себастиан, а след това филмът е представен в Цюрих, Хайфа, Хамбург, Лондон, Варшава, Люксембург, Минск, като междувременно получава Наградата за дебют и за операторско майсторство (Веселин Христов) на фестивала на българския игрален филм „Златна роза“.
Филмът е поставен сред десетте най-добри филми на 2015 година в класацията на един от кинокритиците на Variety – Джей Уайзбърг.
В България филмът тръгва по кината на 22 април 2016 г.

## Сюжет
Мъж, жена и 16-годишния им син живеят на хълм в края на село в планината Странджа. Семейството се занимава с пране на завивки от хотели. Поради големия недостиг на вода в селото при тях пристига друго семейство – баща и дъщеря, които имат за цел да сондират в търсене на вода.

## Актьорски състав
- Александър Бенев
- Моника Найденова
- Светлана Янчева
- Ивайло Христов
- Васил Михайлов
- Стефан Мавродиев
- Иван Бърнев

## Hагради
- Награда за операторско майсторство от фестивала „Златна роза“ (Варна, 2015) – за Веселин Христов.